# O-aminofenol oksidaza
O-aminofenol oksidaza (EC 1.10.3.4, izofenoksazinska sintaza, o-aminofenol:O2 oksidoreduktaza, 2-aminofenol:O2 oksidoreduktaza, GriF) je enzim sa sistematskim imenom 2-aminofenol:kiseonik oksidoreduktaza. Ovaj enzim katalizuje sledeću hemijsku reakciju
2 2-aminofenol + O2 + akceptor {\displaystyle \rightleftharpoons } 2-aminofenoksazin-3-on + redukovani akceptor + 2H2O (sveukupna reakcija)
(1a) 2 2-aminofenol + O2 {\displaystyle \rightleftharpoons } 2 6-iminocikloheksa-2,4-dienon + 2H2O
(1b) 2 6-iminocikloheksa-2,4-dienon + akceptor {\displaystyle \rightleftharpoons } 2-aminofenoksazin-3-on + redukovani akceptor (spontana reakcija)
Ovaj enzim je flavoprotein.

## Literatura
- Nicholas C. Price; Lewis Stevens (1999). Fundamentals of Enzymology: The Cell and Molecular Biology of Catalytic Proteins (Third изд.). USA: Oxford University Press. ISBN 019850229X.
- Eric J. Toone (2006). Advances in Enzymology and Related Areas of Molecular Biology, Protein Evolution (Volume 75 изд.). Wiley-Interscience. ISBN 0471205036.
- Branden C; Tooze J. Introduction to Protein Structure. New York, NY: Garland Publishing. ISBN 0-8153-2305-0.
- Irwin H. Segel. Enzyme Kinetics: Behavior and Analysis of Rapid Equilibrium and Steady-State Enzyme Systems (Book 44 изд.). Wiley Classics Library. ISBN 0471303097.
- William P. Jencks (1987). Catalysis in Chemistry and Enzymology. Dover Publications. ISBN 0486654605.

## Spoljašnje veze
- O-aminophenol+oxidase на 